# Liste der denkmalgeschützten Objekte in Maria Lankowitz
Die Liste der denkmalgeschützten Objekte in Maria Lankowitz enthält die 16 denkmalgeschützten, unbeweglichen Objekte der österreichischen Gemeinde Maria Lankowitz im steirischen Bezirk Voitsberg.

## Denkmäler
| Foto |                 | Denkmal                                                                                          | Standort                                        | Beschreibung | Metadaten |
| ---- | --------------- | ------------------------------------------------------------------------------------------------ | ----------------------------------------------- | --- | --- |
| ja   | Datei hochladen | Ehem. Gemeindeamt HERIS-ID: 102643 Objekt-ID: 119091                                             | Gößnitz-Dorf 38 Standort KG: Gößnitz            | | BDA-Hist.: Q37791166 Status: § 2a Stand der BDA-Liste: 2025-06-30 Name: Ehem. Gemeindeamt GstNr.: 678/2 Ehemaliges Gemeindeamt Gößnitz                                                                           |
| ja   | Datei hochladen | Kath. Filialkirche HERIS-ID: 102642 Objekt-ID: 119090                                            | Gößnitz-Dorf 41a Standort KG: Gößnitz           | | BDA-Hist.: Q37791147 Status: § 2a Stand der BDA-Liste: 2025-06-30 Name: Kath. Filialkirche GstNr.: .127 Filialkirche Gößnitz                                                                                     |
| ja   | Datei hochladen | Kath. Filialkirche hl. Johannes d. T. mit ummauertem Kirchhof HERIS-ID: 101460 Objekt-ID: 117791 | Kirchberg 50 Standort KG: Kirchberg             | → Hauptartikel : Filialkirche St. Johann am Kirchberg f1 | BDA-Hist.: Q21015036 Status: § 2a Stand der BDA-Liste: 2025-06-30 Name: Kath. Filialkirche hl. Johannes d. T. mit ummauertem Kirchhof GstNr.: .72/1 Kath. Filialkirche hl. Johannes der Täufer (Maria Lankowitz) |
| ja   | Datei hochladen | Tabernakelbildstock HERIS-ID: 101459 Objekt-ID: 117789                                           | bei Bergmannstraße 218 Standort KG: Lankowitz   | | BDA-Hist.: Q37788082 Status: § 2a Stand der BDA-Liste: 2025-06-30 Name: Tabernakelbildstock GstNr.: 110/16 |
| ja   | Datei hochladen | Wehranlage Primaresburg/Franziskanerkogel HERIS-ID: 58787 Objekt-ID: 69619                       | Franziskanerkogel Standort KG: Lankowitz        | Die Primaresburg stammt vermutlich aus dem 10. Jahrhundert und wurde 1066 urkundlich erwähnt. Die Mauerreste befinden sich auf einem künstlich angelegten Plateau auf dem Franziskanerkogel westlich von Maria Lankowitz. | BDA-Hist.: Q23689335 Status: Bescheid Stand der BDA-Liste: 2025-06-30 Name: Wehranlage Primaresburg/Franziskanerkogel GstNr.: 135/1 Primaresburg                                                                 |
| ja   | Datei hochladen | Kirchhof mit Antoniuskapelle und Tabernakelbildstock HERIS-ID: 101449 Objekt-ID: 117779          | Franziskanerplatz 1, bei Standort KG: Lankowitz | Die Antoniuskapelle wurde 1660–1661 zugleich mit der Kirchhofmauer von Bartolomeo Montiano erbaut, Spitztonnengewölbe mit ostseitigem Dachreiter. An der Ostfassade in einer Nische eine Holzstatue des hl. Dismas. Der Antoniusaltar stammt aus dem Rokoko um 1770. Das Votivbild von Sigmund Friedrich Herberstein († 1621), vor dem Kruzifix kniend wird Giovanni Pietro de Pomis zugeschrieben. | BDA-Hist.: Q57316370 Status: § 2a Stand der BDA-Liste: 2025-06-30 Name: Kirchhof mit Antoniuskapelle und Tabernakelbildstock GstNr.: .26 Kloster Maria Lankowitz                                                 |
| ja   | Datei hochladen | Kath. Pfarrkirche, Wallfahrtskirche Mariä Heimsuchung HERIS-ID: 51649 Objekt-ID: 57358           | Franziskanerplatz Standort KG: Lankowitz        | Von 1678 bis 1681 errichtete der steirische Baumeister Jakob Schmerlaib über den Mauern der mittelalterlichen Kirche einen barocken Bau. Die beiden Seitenkapellen entstanden 1712. Im barocken Hochaltar befindet sich eine geschnitzte gotische Figur Marias mit dem Kind. | BDA-Hist.: Q64487543 Status: § 2a Stand der BDA-Liste: 2025-06-30 Name: Kath. Pfarrkirche, Wallfahrtskirche Mariä Heimsuchung GstNr.: .26 Wallfahrtskirche Mariä Himmelfahrt (Maria Lankowitz)                   |
| ja   | Datei hochladen | Franziskanerkloster HERIS-ID: 37301 Objekt-ID: 36398                                             | Franziskanerplatz 1a Standort KG: Lankowitz     | Das Franziskanerkloster wurde 1455 durch Ritter Georg Gradner gegründet. Das Klostergebäude wurde großteils 1656–1665 von Bartolomeo Montiano unter Verwendung älterer Teile erbaut. Im Kreuzganghof steht eine Steinfigur der Maria, auf Wolken kniend, aus dem 2. Viertel des 18. Jahrhunderts. Im Refektorium einige barocke Bilder. | BDA-Hist.: Q23689490 Status: § 2a Stand der BDA-Liste: 2025-06-30 Name: Franziskanerkloster GstNr.: .29, .30 Kloster Maria Lankowitz                                                                             |
| ja   | Datei hochladen | Figurenallee zur Pfarrkirche HERIS-ID: 51650 Objekt-ID: 57359                                    | Hauptstraße Standort KG: Lankowitz              | Die 8 Heiligenstatuen aus Sandstein stammen aus der Zeit um 1730, vermutlich aus der Werkstatt des Johann Jacob Schoy, nur die Figur der Maria in der Art von Marx Schokotnigg. | BDA-Hist.: Q57316393 Status: § 2a Stand der BDA-Liste: 2025-06-30 Name: Figurenallee zur Pfarrkirche GstNr.: 160/2, 160/3 Figurenallee (Maria Lankowitz)                                                         |
| ja   | Datei hochladen | Josef Gauby-Brunnen HERIS-ID: 101447 Objekt-ID: 117777                                           | nahe Hauptstraße 35 Standort KG: Lankowitz      | | BDA-Hist.: Q37787957 Status: § 2a Stand der BDA-Liste: 2025-06-30 Name: Josef Gauby-Brunnen GstNr.: 176 |
| ja   | Datei hochladen | Bildstock HERIS-ID: 101448 Objekt-ID: 117778                                                     | nahe Hauptstraße 35 Standort KG: Lankowitz      | | BDA-Hist.: Q37787982 Status: § 2a Stand der BDA-Liste: 2025-06-30 Name: Bildstock GstNr.: 176 Bildstock nahe Hauptstraße 35 (Maria Lankowitz)                                                                    |
| ja   | Datei hochladen | Schloss Lankowitz HERIS-ID: 37302 Objekt-ID: 36399                                               | Puchbacherstraße 71 Standort KG: Lankowitz      | Baubeginn für das Schloss Lankowitz war im Jahr 1440 unter Ritter Georg Gradner, 1459 fiel das Schloss an Kaiser Friedrich III. und 1460 an Andreas Greißenegger. 1511–1634 gehörte das Schloss der Familie Herberstein, danach dem Stift Stainz. Ab 1855 wurde das Schloss als Außenstelle der Justizanstalt Graz-Karlau verwendet. Seit den 1990er Jahren befindet sich das Schloss in Privatbesitz und wird zu Wohnzwecken vermietet. Das Schloss stellt sich heute als dreigeschoßiger Vierflügelbau aus dem 16./17. Jahrhundert dar, mit einem Säulenarkaden-Hof mit teilweise vermauerten Bögen. Kleiner Dachreiter über der Eingangsfront. Vormals breiter Wassergraben um das ganze Schloss. | BDA-Hist.: Q22639346 Status: Bescheid Stand der BDA-Liste: 2025-06-30 Name: Schloss Lankowitz GstNr.: .1, 4/2, .4/3, .4/1, 758 Schloss Lankowitz                                                                 |
| ja   | Datei hochladen | Forstrevier Lankowitz HERIS-ID: 101452 Objekt-ID: 117782                                         | Puchbacherstraße 74 Standort KG: Lankowitz      | | BDA-Hist.: Q37788056 Status: Bescheid Stand der BDA-Liste: 2025-06-30 Name: Forstrevier Lankowitz GstNr.: .3, .2/1, .2/2 Forstrevier Lankowitz                                                                   |
| ja   | Datei hochladen | Kath. Pfarrkirche hll. Peter und Paul mit Friedhof HERIS-ID: 51775 Objekt-ID: 57559              | Dorf Standort KG: Salla                         | → Hauptartikel : Pfarrkirche Salla f1 | BDA-Hist.: Q23689629 Status: § 2a Stand der BDA-Liste: 2025-06-30 Name: Kath. Pfarrkirche hll. Peter und Paul mit Friedhof GstNr.: .21/1, 236/2 Kath. Pfarrkirche hll. Peter und Paul, Salla                     |
| ja   | Datei hochladen | Wohnhaus, ehem. Gewerkenhaus HERIS-ID: 101467 Objekt-ID: 117799                                  | Dorf 5 Standort KG: Salla                       | | BDA-Hist.: Q37788138 Status: § 2a Stand der BDA-Liste: 2025-06-30 Name: Wohnhaus, ehem. Gewerkenhaus GstNr.: .23/3 Gewerkenhaus Salla                                                                            |
| ja   | Datei hochladen | Glashütte am Brandkogelbach HERIS-ID: 110043 Objekt-ID: 127693                                   | Standort KG: Salla                              | → Hauptartikel : Glashütten bei Salla f1 | BDA-Hist.: Q37816606 Status: § 2a Stand der BDA-Liste: 2025-06-30 Name: Glashütte am Brandkogelbach GstNr.: 505/2 Glashütte am Brandkogelbach                                                                    |